# Siegfried Aufhäuser
Siegfried Aufhäuser (Augusta, 1º maggio 1884 – Berlino, 6 dicembre 1969) è stato un politico e sindacalista tedesco.

## Biografia
Dopo gli studi commerciali lavorò come impiegato per diverse aziende fino al 1912. Intraprese l'attività sindacale nel 1903, quando si unì all'l'associazione commercianti. In seguito si legò a diverse organizzazioni sindacali, impegnandosi per il raggiungimento della parità di genere e per l'ottenimento dell'equo compenso per gli apprendisti.
Nel 1913 divenne segretario e archivista della Federazione degli impiegati tecnici industriali, del quale assunse poi anche la guida della direzione sindacale e politica. Quando questa organizzazione si fuse con un'altra nel 1919, Aufhäuser ne divenne direttore e la sua attività si concentrò sui diritti dei lavoratori dipendenti. Nel 1921 ne venne eletto primo presidente al congresso di Düsseldorf. In seguito entrò a far parte del direttivo della Federazione internazionale dei sindacati con sede ad Amsterdam.
Durante la prima guerra mondiale fu rappresentante dei lavoratori dipendenti presso il ministero della guerra. Nel 1920 si unì al Partito Socialdemocratico di Germania e sedette al Reichstag della Repubblica di Weimar come rappresentante della circoscrizione di Berlino.
Collaborò con importanti testate giornalistiche, come il Berliner Tageblatt e il Berliner Volkszeitung, per le quali scrisse articoli su temi a lui contemporanei.